# Бери (Велс)
Бери (енгл. Barry) је град у Уједињеном Краљевству у Велсу. Према процени из 2007. у граду је живело 52.154 становника.

## Становништво
Према процени, у граду је 2008. живело 52.154 становника.
| 1981.  | 1991.  | 2001.  |
| ------ | ------ | ------ |
| 44,443 | 49,887 | 50,661 |